# André Rosseel
André Rosseel, né le 23 novembre 1924 à Lauwe et mort le 8 décembre 1965 à Roulers, est un coureur cycliste belge. Champion de Belgique route junior en 1946, il devient professionnel en 1947 et le reste jusqu'en 1957. Il remporte notamment quatre étapes du Tour de France : en 1951 la huitième étape d'Angers à Limoges et la quinzième étape de Luchon à Carcassonne, et en 1952 la deuxième étape de Rennes au Mans et dans la seizième étape de Perpignan à Toulouse.

## Palmarès
- 1946
  - Champion de Belgique sur route juniors
  - Gand-Luigne
  - 3e du Tour de Belgique indépendants
- 1947
  - Circuit de Flandre centrale
  - 2e de Kuurne-Bruxelles-Kuurne
  - 3e de Paris-Montceau-les-Mines
- 1948
  - Classement général d'À travers la Belgique
- 1950
  - À travers la Belgique :
    - Classement général
    - 1re étape

  - 4 étapes du Tour d'Algérie
- 1951
  - Gand-Wevelgem
  - Tour d'Algérie :
    - Classement général
    - 2 étapes

  - 2e étape du Tour de Belgique
  - 8e et 15e étapes du Tour de France
  - 2e du Circuit des cinq collines
  - 3e de À travers la Belgique
  - 5e de Paris-Bruxelles
- 1952
  - 5e étape du Tour de Belgique
  - 2e et 16e étapes du Tour de France
  - 3e du Tour du Nord
- 1953
  - 5e étape du Tour d'Algérie
  - 6e de Paris-Bruxelles
  - 9e de Paris-Tours
- 1954
  - Circuit de la région linière
  - Tour du Nord :
    - Classement général
    - 1re et 5e étapes

  - 2e du Championnat des Flandres
  - 3e du Circuit des monts du sud-ouest
  - 7e du Tour des Flandres
  - 10e de la Flèche wallonne
- 1955
  - Vlaamse Pijl Kalken
  - 2e du Circuit Het Volk
  - 3e du Circuit des monts du sud-ouest
- 1956
  - Circuit de la région linière
  - Circuit des régions frontalières
  - 1re étape du Tour de l'Ouest
  - Ruddervoorde Koerse
  - 2e du Championnat des Flandres
  - 3e de À travers la Belgique
  - 3e du Circuit de Flandre orientale
  - 7e de la Flèche wallonne

## Résultats sur les grands tours

### Tour de France
3 participations
- 1948 : abandon (14e étape)
- 1951 : 25e, vainqueur des 8e et 15e étapes
- 1952 : 28e, vainqueur des 2e et 16e étapes

### Tour d'Italie
- 1954 : 32e

### Tour d'Espagne
1 participation
- 1957 : 30e